# Prone Lugo Asociación Deportiva
Prone Lugo Asociación Deportiva es un equipo español de fútbol sala situado en Lugo (Galicia), que jugaba en 2.ª división B de Liga Nacional de Fútbol Sala. Ha sido expulsado de la competición por impago de arbitrajes.
El club fue fundado en 1984 como una institución amateur, y progresó en las competiciones nacionales hasta llegar a lo más alto, la por aquel entonces conocida como División de Honor en la temporada 2000/01, cuando compró la plaza al CLM Talavera. Desde el año 2002/03 se ha mantenido en la máxima categoría de la competición hasta que descendió en la temporada 2014/15.

## Historia

### Formación del Prone Lugo
El equipo se fundó en 1984 como un club amateur, formado a partir de los trabajadores de la empresa de transporte Garaxe Villares. A medida que el club comenzó a ganar títulos en las competiciones locales, en 1989 cambió su nombre por el de Prone Lugo AD.
En 1995, Prone Lugo se inscribió en las competiciones nacionales y se desarrolló como institución profesional, con la creación de una escuela de fútbol y la contratación de jugadores a tiempo completo. En la temporada 1996/97 los lucenses compraron la plaza de un club de El Barco de Valdeorras en Primera Nacional "A", y en dos campañas ascendieron a División de Plata. En 1998, con el nombre de Airtel Prone Lugo, se ganó la primera Copa Xunta de Galicia, trofeo más importante a nivel autonómico.

### Trayectoria profesional
A su paso por Plata, Prone Lugo se convierte en uno de los clubes más fuertes de la división. Tras terminar terceros en su primer año, los gallegos finalizaron primeros en 1999/2000 y jugaron la fase de ascenso, donde cayeron ante el FC Barcelona. Aunque el equipo no pudo ascender en el terreno de juego, aprovechó la desaparición del CLM Talavera para comprar su plaza, gracias a la posición alcanzada la campaña anterior. De este modo, Lugo debutó en la División de Honor de la LNFS en 2000/01.
Con el nombre de Café Candelas Lugo, el equipo descendió tras terminar en antepenúltima posición y perder en el playoff de permanencia. Sin embargo, los lucenses remontaron su situación y recuperaron la máxima categoría en 2002. De nuevo en primera, el equipo se centró en mejorar su estructura y asegurar la permanencia. Ese mismo año llegó como patrocinador la empresa de transportes Azkar, por lo que el equipo pasó a llamarse Azkar Lugo FS.
En la temporada 2003/04, el equipo gallego se clasificó para los playoff por el título por primera vez en su historia. De este modo, mejoró sus actuaciones en la máxima categoría, finalizando en los puestos medios de la clasificación. Asimismo, comenzaron a llegar jugadores internacionales como Fernandinho o Marcelo, que se convirtió años más tarde en campeón del mundo con la selección española. En 2005/06 Lugo ganó la Recopa de Europa frente al Boavista FC, su mayor título hasta la fecha.

## Palmarés
- Recopa de Europa: 1 (2005/06)
- Copas Xunta de Galicia: 5 (1998, 2002, 2003, 2006 y 2012)